# Hexafluoreto de platina
Hexafluoreto de platina é um composto químico com fórmula PtF6. É um sólido vermelho escuro volátil, que sublima na forma de um gás vermelho. Esse composto é o único exemplo no qual a platina possui estado de oxidação +6. Com apenas 4 elétrons na camada d, é para-magnético.
PtF6 é um poderoso oxidante e fluoretante conhecido pela sua reação com o xenônio, que forma "XePtF6," conhecido como hexafluoroplatinato de xenônio. A descoberta desta reação em 1962 provou que gases nobres formam compostos químicos. Ainda antes do experimento com xenônio, mostrou-se que PtF6 reage com o oxigênio, formando: (O2)+(PtF6)−, hexafluoroplatinato de oxigênio, um dos poucos compostos existentes com oxigênio no estado de oxidação +1/2.

## Síntese
PtF6 foi preparado pela primeira vez com a reação de platina metálica com gás flúor. Esse método continua sendo o mais usado.
Pt + 3 F2 → PtF6
PtF6 também pode ser preparado pela dismutação de PtF5. O composto PtF5 pode ser obtido pela fluoração do PtCl2
PtCl2 + 2.5 F2 → PtF5 + Cl2
2 PtF5 → PtF6 + PtF4

## Outros hexafluoretos
OS hexafluoretos de outros elementos também são voláteis, incluindo ósmio, irídio, ródio, rutênio, rênio, tungstênio, tecnécio, e urânio. Todos são poderosos oxidantes. Hexafluoreto de urânio e hexafluoreto de tungstênio são usados nas indústrias nuclear e micro-eletrônica, respectivamente. Entre os ametais, enxofre, xenônio, selênio, e telúrio formam hexafluoretos isoláveis. Hexafluoreto de enxofre é tão estável, por causa do efeito estérico, que é usado como um fluido inerte em transformadores. Os análogos hexafluoreto de selênio e hexafluoreto de telúrio são, contudo, extremamente reativos.
Assim como os hexafluoretos de Mo, Tc, Ru, Rh, W, Re, Os, and Ir, PtF6 apresenta geometria octaédrica tanto no estado sólido quanto no gasoso. O comprimento das ligações Pt-F é de 185 picômetros.

## Leitura
- Holleman, A. F.; Wiberg, E. "Inorganic Chemistry" Academic Press: San Diego, 2001. ISBN 0-12-352651-5.